# Radiata Stories
Radiata Stories (ラジアータ ストーリーズ, Rajiata Sutorizu) est un jeu vidéo de rôle, développé par Tri-Ace et publié par Square Enix, sortie sur la console PlayStation 2 en 2005 au Japon et en Amérique du Nord.

## Accueil
Le magazine Consoles + note le jeu 15/20, Famitsu lui attribue un 36/40, GameSpot donne un 7.7/10, IGN note 8/10 et Joypad 9/10.